# Fedezékbe
A Fedezékbe (eredeti cím: Take Cover) 2024-ben bemutatott brit akcióthriller, melyet Joshua Todd James forgatókönyvéből Nick McKinless rendezett. A főbb szerepekben Scott Adkins és Alice Eve látható. 
Az Amerikai Egyesült Államokban 2024. október 4-én, míg az Egyesült Királyságban október 14-én mutatták be a mozikban.

## Cselekmény
Sam mesterlövész, akit társa, Ken segít akciói során. Legújabb bevetésükön Isten létezéséről vitatkoznak, miközben egy tetőn rejtőzködve várják a célszemély felbukkanását. Sam tökéletesen beméri a célpontot, de először mégis annak barátnőjét sebzi meg, mielőtt vele is végezne. Sikerül elmenekülniük, ám Sam folyamatosan bűntudatot érez egy ártatlan lány megölése miatt. Ken nem érti barátja aggályait, hiszen katonaként csak parancsot teljesítenek. 
A történtek után Sam a visszavonulás mellett dönt (Ken legnagyobb csalódottságára) és tájékoztatja erről főnökét, Tamarát is. Ő megbízza őket egy utolsó küldetéssel Frankfurtban. A hotelben főnökük két fiatal masszőrlányt, Monát és Lilyt küld a luxuslakosztályukra. A hotel üdvözlésükre érkező személyzeti tagja el akarja húzni a függönyöket, de Sam  utasítja, ne nyúljon hozzájuk, mert munkája jellege miatt ezt zavarónak érezné. Később ezt mégis megteszi, de ekkor Sam észreveszi egy távoli mesterlövészpuska villanását és mindenkit figyelmeztet, hogy hasaljon a földre. 
A hotel dolgozója képzett harcművésznek bizonyul és Samre támad, de ő kiüti. Ken felhívja a főnöküket és erősítést kér. A támadójuk ismét felkel, ekkor Ken kihajítja az ablakon, de ő maga halálos lőtt sebet szenved. Samnek rá kell döbbennie az igazságra: Tamara áll a merénylet mögött, mert Sam visszavonulása után volt alkalmazottjának likvidálásával akarja elvarrni a szálakat.
Sam számos bérgyilkossal végez, akik megrohamozzák a szállodai szobát, végül a távoli mesterlövészeket is kiiktatja. Mona megígérteti vele, hogy a férfi vigyázni fog nyolcéves kislányára és jobb életet biztosít neki. Ezután a nő feláldozza magát és a haldokló Ken is rögtönzött ejtőernyőt készít neki, lehetőséget adva Samnek a menekülésre.
Később Sam ismét felhívja Tamarát, aki repülőgéppel készül Dubajba távozni. Sam a reptéri mosdóban végez vele és testőreivel, majd feltűnés nélkül távozik Mona kislányával.

## Szereplők
| Szerep    | Színész               | Magyar hang         |
| --------- | --------------------- | ------------------- |
| Sam Lorde | Scott Adkins          | Barabás Kiss Zoltán |
| Tamara    | Alice Eve             | Zsigmond Tamara     |
| Ken       | Jack Parr             | Kádár-Szabó Bence   |
| Mona      | Madalina Bellariu Ion | Pálmai Anna         |
| Lily      | Alba De Torrebruna    | Kardos Eszter       |
| Brutus    | Billy Clements        |                     |
| Yevgeny   | Nik Goldman           |                     |

A szinkront a Direct Dub Studios készítette.

## A film készítése
Scott Adkins korábban bejelentette, hogy szerepelni fog a Take Cover című filmben. A forgatás 2023. június 19-én kezdődött Angliában.

## Bemutató
A Brainstorm Media és a Fandango at Home október 4-től mutatta be a filmet egyes amerikai mozikban és VOD-on. Az Egyesült Királyságban és Írországban 2024. október 14-én debütált. 

## Fordítás
- Ez a szócikk részben vagy egészben  a   Take Cover (film) című angol Wikipédia-szócikk fordításán alapul.  Az eredeti cikk szerkesztőit annak laptörténete sorolja fel. Ez a jelzés csupán a megfogalmazás eredetét és a szerzői jogokat jelzi, nem szolgál a cikkben szereplő információk forrásmegjelöléseként.